# Cerca-la-Source
Cerca-la-Source (en criollo haitiano Sèka Lasous) es una comuna de Haití, que está situada en el distrito de Cerca-la-Source, del departamento de Centro.

## Secciones
Está formado por las secciones de:
- Acajou Brûlé nº 1 (que abarca la villa de Cerca-la-Source)
- Acajou Brûlé nº 2
- Lamielle

## Demografía
| Gráfica de evolución demográfica de Cerca-la-Source entre 2009 y 2015 |
|                                                                       |

Los datos demográficos contemplados en este gráfico de la comuna de Cerca-la-Source son estimaciones que se han cogido de 2009 a 2015 de la página del Instituto Haitiano de Estadística e Informática (IHSI). 